# XIX Festival Internacional de Cinema Fantàstic de Sitges
El XVIII Festival Internacional de Cinema Fantàstic de Sitges va tenir lloc a Sitges entre el 3 i l'11 d'octubre de 1986 sota la direcció de Joan Lluís Goas amb la intenció de promocionar el cinema fantàstic i el cinema de terror. En aquesta edició es va crear la icònica i mundialment coneguda imatge del festival amb King Kong.
Fou inaugurat al palau de Maricel i hi havia tres seccions, una competitiva, una informativa, i dues retrospectives dedicades a Michael Powell i André Delvaux. Van visitar el festival cineastes de renom com Anthony Perkins, Roy Ward Baker, Richard Lester o David Lynch.

## Pel·lícules exhibides

### Secció competitiva
- Vellut blau de David Lynch [8]
- From Beyond (Re-sonator) de Stuart Gordon
- Operation Dead End de Nikolai Müllerschön
- Psycho III d'Anthony Perkins
- The Texas Chainsaw Massacre 2 de Tobe Hooper
- Ambavi Suramis tsikhisa de Serguei Parajanov
- Més enllà de la passió de Jesús Nicolás F. Garay
- Creature de William Malone
- I skiachtra de Manussos Manussakis
- L'Unique de Jérôme Diamant-Berger
- As Sete Vampiras de Ivan Cardoso

### Secció informativa
- Aliens de James Cameron
- Big Trouble in Little China de John Carpenter
- La mosca de David Cronenberg
- Camp de l'infern de Robert Harmon
- Una casa al·lucinant de Steve Miner
- Curtcircuit de John Badham
- Apartament d'una sola habitació de Richard Lester [9]

### Secció retrospectiva
Homenatge a Michael Powell
- Narcís negre (1947)
- The Tales of Hoffmann (1951)
- Peeping Tom (1960)

Retrospectiva André Delvaux
- Babel òpera (1985)
- Un soir, un train (1968)
- Een vrouw tussen hond en wolf (1979)

### Sessions especials
- Brigadoon (1947) de Vincente Minnelli
- Què va arribar llavors? (1967) de Roy Ward Baker
- The Texas Chain Saw Massacre (1974) de Tobe Hooper

## Jurat
El jurat internacional era format per Robert Balser, Jaume Camino, Juan Cueto Alas, Manuel De Sica i Roy Ward Baker.

## Premis
Els premis d'aquesta edició foren entregats en una gala al Societat Recreativa El Retiro presentada per Sílvia Tortosa i Jordi Hurtado. Fou presidida pel subdirector general de cinematografia, Josep Maria Forn i Costa per malaltia del director general Jordi Maluquer i Bonet, amb la presència del conseller de cultura Joaquim Ferrer i Roca i l'alcalde de Sitges Josep Cots i Puigdollers.
| Categoria                                              | Premiat                          | Treball                       |
| ------------------------------------------------------ | -------------------------------- | ----------------------------- |
| Premi Caixa de Catalunya al millor director            | Serguei Parajanov Dodo Abaixidze | Ambavi Suramis tsikhisa       |
| Premi Caixa de Catalunya a la millor pel·lícula        | Vellut blau                      | David Lynch                   |
| Premi Caixa de Catalunya al millor Curtmetratge        | Germans Quay                     | Street of Cocodriles          |
| Premi Caixa de Catalunya a la millor actriu            | Caroline Williams                | The Texas Chainsaw Massacre 2 |
| Premi Caixa de Catalunya al millor actor               | Juanjo Puigcorbé                 | Més enllà de la passió        |
| Premi Caixa de Catalunya a la millor fotografia        | Frederick Elmes                  | Vellut blau                   |
| Premi Caixa de Catalunya al millor banda sonora        | Richard Band                     | From Beyond                   |
| Premi Caixa de Catalunya als millors efectes especials | Anthony Doublin John Naulin      | From Beyond                   |
| Premi del Jurat Internacional de la Crítica            | Stuart Gordon                    | From Beyond                   |